# 自貢話
自贡话（国际音标：/tsɿ24 koŋ23 xua23/或/tsɿ24 koŋ23 xua24/），语音学上属于汉语官话西南官话西蜀片江貢小片，自贡话是自贡市主城区及富顺县所使用的语言。但并非全市境内都使用自贡话。自贡市境内也有客家话的使用者。除此之外，自贡市下辖的荣县大境使用荣县话，在发音上与自贡话存在明显差异。富顺县和荣县（尤其是以西部长山镇为代表）的部分乡镇还有岷赤小片的使用者。
使用自贡话的地方除自贡市市区以外，还包括下辖的富顺县全境、荣县东部部分乡镇。在语言学中，以人为的行政区划作为一种方言的划分标准是完全错误的，实际上，与自贡市毗邻的威远县等地的方言和自贡话也完全一致，也应当算作自贡话的范畴。由于文化经济影响，地处川滇交界的筠连、盐津、威信等盐业渡口和川黔交界的古蔺、仁怀、习水等产酒区中的少部分地方，也操自贡话，成为方言岛和飞地。另外，自贡话也不等于江貢小片，因为与自贡话相比，同属江貢小片的内江话、荣县话在发音上是有区别的；尽管西康地区的某些汉语方言也被语言学者强行划入仁富小片方言岛，但它与自贡话并无任何渊源关系，差异更加明显。
自贡话的使用者大约有350万。和其它上江官话最大的区别在于：区分南京型舌尖前后音、入声归去、古浊上字的白读音多并入阴平、虚词音节连读和顺同化、连续变调、叠词变调、叠词使用频率和词汇使用习惯差异等。
自贡话是明代正音的延续，至今仍大量沿袭着《洪武正韵》、《音韵日月灯》、《佩文诗韵》等韵书的发音方式，又融合了湖广音和中州韵，徽汉合流，因此在听觉上与昆曲念白、京剧韵白、黄梅调有高度的相似性。

## 历史与概况
自贡市是一座移民城市，处于南方官话-南方其它方言过渡带。明朝正统年间（十五世纪），陆荣、张位等人记载的巴蜀方言，已经显示出现代自贡话的部分特征。而真正意义上的自贡话，是在清朝之后才逐渐形成的。两千年的盐业文明塑造了这座城市的花样年华，数百年来“因盐而聚”的移民塑造了这座城市的独特方言。因此，自贡话形成了一座方言岛，与周边地区的成渝话、岷江话存在明显区别。
自贡话的主要源头，是600多年前的明代雅言南京话，这也是当今上江官话和下江官话的共同源头。宋代以后，自贡原住民僚人的语言逐渐消失。元代以后，汉语方言巴蜀西语消失。明灭大夏后，驻军和移民大规模进入盆地。由于自贡的江淮驻军移民众多，需要交流沟通，于是就使用当时汉民族的共同语——金陵雅音作为交流沟通基础。随着历史的发展，成渝地区的入声、舌尖前后音对立、尖团音对立都消失了，形成了具特色的川黔片成渝小片方言。岷江流域地区入声的韵尾消失发展出新声调，舌尖前后音和尖团对立亦消失了。
尤其是清初到清朝中叶，自贡迎来盐商、盐工、钱商移民最高潮，移民入井后，形成了以南京话（老老派）为主体，吸收客家话、赣语、闽语等诸方言特点的格局。自贡话较为保守，与明代南京官话在遣词造句、发音上较为一致。明清小说中常用的南方官话（尤其是《红楼梦》、《水浒传》、《金瓶梅》、《儒林外史》、三言二拍等白话小说中的词汇）诸如“晓得”、“心口”、“罗唣”、“恁”、“磕膝头”、“滚水”、“挺尸”、“将息”、“现世报”、“茅厮”、“屙屎”、“吃酒”、“吃茶”、“短住”（对应普通话“拦住”）、“转来”（对应普通话“回来”）、“闹热”、“争点/些”（对应普通话“差些”）、“展”（对应普通话“抹”）、“别个”、“鼻子”（对应普通话“鼻涕”）、“嘈”（表示胃部不适）、“背时”、“虼蚤”、“过生”、“好生”、“怄人”、“欠”（对应普通话“牵挂”）、“相因”、“揸”等，在现代自贡话中依然常用，不胜枚举。盆地内其它方言舌尖前后音已经合流，但自贡话仍然能够区分舌尖前音和舌尖后音（平翘舌音）。金陵雅言决定了自贡话中平翘舌音的规律，因此自贡话中的平翘舌音与老派南京话相同。自贡在历史上有客家聚居区，客家话粤台片分布也非常广泛。同时，自贡自古盐业发达，因此自贡一直以来的外省盐商比较多。随着井盐工业生产和城市的发展，自贡以平和开放的胸怀，绵绵不断地接纳着来自四面八方的人们，于是，“王三畏堂”的祖先从湖北来了，“李四友堂”的祖先从河南来了，“胡慎怡堂”和“李陶淑堂”的祖先从江西来了，“颜桂馨堂”的祖先从广东来了。在古代盐业巨额利润的驱使下，山西的钱商，福建的商人也纷至沓来。久而久之，随着族群的融合交流，形成了新一代的自贡人。以人为载体，以南京话为内核，以湖广话为表面，融合了南腔北调，形成了现代意义上的自贡话。
大部分自贡人并非土著的四川人，移民文化在自贡融汇和升华。移民的大浪潮让自贡一时间方言荟萃，充满南腔北调。以称呼“父亲”为例，有人喊“爹”，有人说“父亲”，有人叫“爸”，有人称“爷”，有人呼“大大”，有人称“伯”，还有叫“太爸”，有人叫“老子”，还有人叫“老汉儿”，更有人叫“老爸子”，甚至有叫“咗”的，“巴补（爸父）”、“伢伢”则是自贡客家人对父亲常见的称呼。这就形成了一个非常有趣的现象：可以说，自贡是对“父亲”称谓最为丰富的地方，与盆地内的周边地方形成了巨大的差异，常常让不同背景的移民摸不清头脑。除了移民来源的导致的族群差异外，城市和乡村、知识阶层和一般市民在遣词造句上差别也较大。方言的多样是自贡文化的多元的最佳体现。
古代自贡及周边地区还存在僚语（属于壮侗语族，是泰语、壮语的源头之一），自宋代僚汉融合后逐渐消亡，再加上后世的汉移民涌入和自贡话的形成，这些语言也不复存在。例如，唐朝曾在自贡话区域内置有“婆日县”（今威远县）、“至如县”（今自贡市西北和威远县东南区域）皆为僚语发音音译，这也得到现代僚语（泰语）的印证。僚语中，“婆日”意为“铁山”。泰语演变后，山作“ภู”（P̣hū），仍与唐汉语“婆”发音类似；“铁”作“เหล็ก”（H̄el̆k），仍与唐汉语“日”发音类似。而“铁山”，正是汉人对威远地方的称呼。僚语“至如”意为“盐”，现代僚语（泰语）叫“盐”为“เกลือ”（Kelụ̄x），与唐汉语“至如”发音类似。而盐正是自贡最重要的产业。“铁山县”和“盐县”佐证了僚语在自贡的存在。自贡话中，也存在古代僚语遗存。老派自贡话中的“弗论”（音Fu-len）意为“谢谢”，翻遍汉语典籍皆无此种表达方式。而汉语中的“弗论”是“不管”的意思，与“谢谢”之意大相径庭。Fu-len可能是僚语，现代泰语演变为“ขอบคุณ”（K̄hxbkhuṇ），也与其谐音类似。还有一些自贡话是“汉僚合音”。青蛙，自贡话口语叫“蚵蟆儿”，“蚵”就是僚语，泰语也把青蛙叫กบ（Kb）。鲶鱼，自贡话口语叫“连巴啷”，无独有偶，傣语叫鲶鱼也是“巴啷”。榕树，自贡话叫“黄葛树”,唐史记载，今天川南的僚人当时汉语称为“葛僚”，“黄”便是僚语榕树的意思，傣族至今仍叫“黄”。自贡等川南许多地名叫XX湾（塆）。这些地方并非都坐落在山道弯弯之地或水曲江湾之滨，湾即村，是僚语，现今傣拉语仍叫“塆”，泰、佬、傣西、壮、布依、水、毛南语略有变异，叫“板”（บ้าน）；傣德语、邕宁壮语、仡佬语叫“曼”。自贡话口语称公鸡、母鸡、小鸡为鸡公、鸡婆、鸡仔，不符合汉语构词法。这正是泰语齐头式的“类名＋专名”的命名格式，是壮泰语族中心词在前、修饰语在后的语法体现。
融合至今，书面自贡话是明代南京官话的延续，底层自贡话则是南方官话、湖广音和僚语的结合体。
自贡话的形成，还极大地冲击了自贡境内的其它汉语方言。以客家话为例，据出生于咸丰九年（1859）的刘光第（”戊戌变法六君子“之一）文章所记，他二十几岁时，曾会见来自福建武平的秀才谢幼翘，“尤乐闻其乡谈（即客家话），效之以寄其想慕”。因为他在“儿时曾听之自余祖母，后吾家无复能作武平话者”。刘光第家住赵化镇（今属自贡市富顺县），镇上多福建来的客家人，他说在家乡自他祖母以后能说“客家话”的客家人不多了。可见在一个半世纪前，自贡客家话已经面临着危机。
如今，自贡话已成为自贡市的主要语言。与明清时期的自贡话相比，自贡话发生了入声并入短促的去声，尖团合流等重大的变化。

## 自贡话的变迁与处境

### 老派与新派
老派自贡话和新派自贡话最大的区别在于，老派区分尖团音（有尖音）,即:老派自贡话中,煎、千、先声母为ʦ/ʦʰ/s(尖音),而不是肩、牵、掀的声母ʨ/ʨʰ/ɕ(团音)；新派自贡话中,千/牵同音,尖团音合流了。随着时代的变迁和对外交流程度的深化，一些老的词语也消失了，如“弗论”（谢谢或麻烦你），就只有1950年代以前出生的人知道，几乎没有人再说了。另外，城市和乡村、知识阶层和一般市民虽然口音一致，但用词上差别也较大。
实际上，所谓“新派”只是相对而言，大致可以1950年代为界。当前不同年龄段的人口音也有显著不同。

### 平翘舌
由于自贡话将古代金陵雅言中的舌尖前音和舌尖后音固化保存了下来，也就是说，能够明确区分平翘舌音（这在四川各地的方言中是比较少见的），因此也引发许多误解。许多四川人错误地以为自贡人凡是说话一律卷舌。新四川人从小就在一种没有翘舌音的语言环境中长大，所以会对自贡话非常不适应，产生大舌头的听觉误差。其实，老派成渝话也是区分平翘舌音的，只是由于社会的变迁和新移民的涌入，成渝话中的翘舌音在1950年代后逐渐消亡，成渝片的翘舌音仅残存在1920年代前出生在皇城和少城的老成都人的口音中。
需知自贡话的平翘舌音与普通话存在差异，前者是根据古代汉语语言规范著作《广韵》标准中古音的严格演变规律而产生的，是非常标准的。自贡话的平翘规律与曾经作为汉语标准音的老派南京官话完全一致，属“南京型”，比当代标准音普通话的翘舌音更少（普通话的翘舌音属于“南京-济南混合型”），但也大部分一致。严格地说，同样读翘舌音的字，自贡话与普通话的“翘舌”程度有细微差别。
四川人还往往有一种误解，凡是听到有翘舌音的上江方言，就误认为自贡话。其实，平翘舌并非自贡话和仁富小片的专利。在云南省以昆明市为代表的大部、湖北省的武汉市黄陂区、孝感市、麻城市、安陆市、恩施州等地及其附近的奉节县、川北的巴中县、西康的冕宁县、川西的灌县等地，都有平翘舌音的对立，但这些方言并不是自贡话。

### 方言作品
川话版小品、电视剧如《山城棒棒军》、《傻儿师长》乃至王保长系列的作品越来越受到西南一带群众的热捧，也早让自贡话登上了荧幕。电影《让子弹飞》的川话版中，片中人物汤师爷被配以所谓的”自贡话“发音，但是，这部电影中”汤师爷“川话配音演员的自贡话发音非常不标准，和自贡话大相径庭。网友纷纷指责，这种配音跟驴学马叫差不多。1963年上映的方言电影《抓壮丁》是研究老派自贡话不可多得的语音资料，其中，电影大师陈戈的口音就是老派自贡话的发音，保留了尖团音，并且老派自贡话中的疑问词“嚒”等在新派自贡话中已经不用了。不仅如此，这部电影中的部分主演是1920年代之前在盆地内出生的，因此，还可以从这部电影中听到有平翘舌音的区分的老派成都话的发音。
当代以自贡话为载体反应中国社会现状的是独立导演应亮拍摄的自贡话独立电影。自贡话电影长篇剧情电影《背鸭子的男孩》已经获得了包括东京FILMEX国际电影节评审团大奖和旧金山国际电影节最佳影片SKYY在内的五个国际电影节的重要奖项，并被纽约现代美术馆（MOMA）放映及收藏及新加坡亚洲电影资料馆放映及收藏。第二部长片剧情电影《另一半》（2006）获得了包括韩国全州国际电影节最佳影片奖在内的四个国际奖项，曾在三十多个国际影展上放映。2008 年 3 月，《另一半》作为纽约现代艺术馆「当代亚洲」影展开幕电影，放映六场，获得《纽约时报》的高度评价。应亮拍摄的第三部自贡话长片《好猫》获得布里斯班国际电影节费比西国际影评人联盟奖。以上三部长片皆被栗宪庭电影基金收藏。《被台风刮走》已获得鹿特丹国际电影节HBF数字项目基金，入选香港亚洲电影投资（HAF）、戛纳电影节的“工作室”单元以及臺灣金馬創投會議。《慰问》获得2010年鹿特丹国际电影节竞赛单元金虎奖。这些优秀作品都成为研究自贡语言文化和社会的珍贵资料。
本土兴起的RAP说唱团TNT运用自贡话说唱的方式，诠释和演绎了自贡话的特色。他们创作的MV《这就是是自贡》、《童年》、《盐帮菜》等等受到广大自贡人的欢迎。同时，也促进了自贡话的发展，有利于大力弘扬本土文化。渝蓉两地的说唱团体例如GOSH和CDC中亦不乏自贡话的说唱者。其中的最有代表意义的是重庆GOSH的当家rapper GAI。2015年，来自威远的自贡话说唱者GAI凭借《超社会》火遍全中国，由中国音乐定位制作人刘洲鼎力打造的《天干物燥》也迅速走红。其特点是用Trap表达本土。说唱风格既具有盆地中下游码头文化风格，又带有中河帮井剧、山歌号子的本土印记。《苦行僧》、《江湖流》、《空城计》、《一佰零八》、《沧海一声笑》等说唱进一步用自贡话诠释了C-Trap文化。

### 现状与困境
如今，在普通话的强势影响下，现在的很多年轻人已经不能正确标准地讲自贡话。
- 不能把握正确的声调：如自贡话中的"索"（去声）、"合"（去声）、"危"（阳平）、"微"（阳平）、"漆"（去声）、"境"（上声）、"振"（上声）等等这些和普通话声调不同的字汇容易被误读成普通话的声调；
- 不能认识到自贡话和普通话的平翘舌差异：如"事情"、"老师"、"士兵"、"生产"等等在自贡话中都是平舌音，容易被普通话影响而误读成翘舌；
- 不能正确辨别部分字汇的声母韵母：如"遍"（pian4）、"略"（lüo4）、"晨"（shen2)、"约"（yo4）、"累"（lui4）、"杏"（hen4）、"界"（jiai4）、"崖"（ŋai2）等等容易像普通话那样读成：bian4、 lüe4、chen2、yue1、lei4、xing4、jie4、ya2。

除普通话的影响之外，周边方言对自贡话也会产生影响。1995年自贡经济危机后，由于社会经济原因，大量自贡人前往蓉、渝、穗、深等中心城市工作或长期居住，难免受到当地语音影响。如今，夹杂着自贡音、成渝音和普通话音的自贡话变得非常普遍。

## 发音特点
自贡话的爆破音与喉音使用频率偏高，呈现出一种抑扬顿挫，迂回宛转的节奏。有一种起伏跌宕，气势逼人的气场感觉。在发音之初尤其善于迅速升高音调，语言中的高潮大都使用喉音，有一种吼出话语主题的习惯；然后又迅速回复响亮的爆破音状态，以结束表达。这一特征在整个川南语言习惯中呈现普遍现象，尤其是在川西南的宜宾、犍为、乐山，川南的自贡、荣县、富顺、威远、内江，川东南川江沿岸的泸州、合江、白沙、江津与虽身在边缘山区的綦江话中尤为明显。比盆地内其它方言相比，川西成都话则加重了爆破音和减少了使用喉音，同时保留了扁平音，显得缠绵悱恻柔和。川东南的南川、巴南与万盛等有相对弱化爆破音的倾向。川东重庆话体现出开埠以来的码头人流语言特征，展现出快捷而利落的语言特征。川东北万县话等则展现出更多的鄂西口音和远古巴人流传下来的语言习成。
自贡话的特色还在于它的音调更善于融合移民方言。自贡话的入声归属在西南官话中显得尤其特别。“入声归去声”与部分客家话（古入声清声母字归阳去，浊声母字归阴去）、赣语、徽语以及部分湘语等有相似之处。同时，自贡话去声分化阴阳现象。古汉语中的部分“全浊上”声调并不完全归入“去声”，在自贡口语中可以读作阴平（如：“是”、“树”等字）。在客家话中，古浊上字的白读音多并入阴平；在北部吴语中，古浊上字的白读音多归阳去，这与自贡话的白读音变规律类似。自贡市历史上也多有江右、湖广、闽粤、下江的移民，说明了自贡话比其它西南官话更具有族群融合的特点。

## 自贡话的飞地
自贡话是以自贡市为中心的一种方言。然而，行政区划具有人为性、任意性和政治性，不应当作为方言的划分界限。实际上，自贡话的使用者还存在于自贡市以外的邻近地区。甚至，由于历史、经济和文化原因，自贡话还有两块飞地：第一块飞地是筠连县-盐津县-威信县连片大部，第二块飞地是古蔺县-仁怀市茅台镇-习水县习酒镇小部。这两块地区虽然并不与自贡市毗邻，但它们的方言却是从自贡盐场带来的，与自贡盐业历史具有直接的深厚渊源。因此，在方言学上应该纳入自贡话的范畴。

### 自贡话飞地：盐津-筠连-威信大部
在盐津县、筠连县和威信县，地处川滇结合部，当地人的口音和自贡口音几乎相同，却与相距较近的岷江口音不同(筠连县口音受临近宜宾话影响，部分词汇带较弱的入声)。《盐津民风民俗》一文中有这样的记述：“盐津汉语方言属北方方言区，系西南官话的云南次方言滇东北片的一个方言点。由于毗连筠连县、高县、宜宾县，多有川籍人来此定居，方言深受川南话影响，尤与川南自贡音系接近，致有‘三川半’语的戏称。”清乾隆时，自贡盐场成为中心产盐场地之一。盐津，顾名思义即运输盐的渡口。过去，川滇两省互为盐销区，自贡的盐要运到攀西高原极其不便，与之毗邻的滇盐产区的食盐便销往这些地方，因此攀西高原上的仁富方言分布区（冕宁等县）与自贡并无渊源，他们所操的仁富话不属于自贡话范畴。而销往滇东北的盐，则都是自贡富荣盐场生产的。自贡井盐销往云南始于清代乾隆时期，盐井镇（盐津县）因系自贡井盐销往云南船只停靠的重要码头，渐兴商贾，不仅众多自贡盐运工、盐商往来、屯驻在这里，自贡盐场所需要的部分役牛及相关生产、生活物资也经这里输入。至清朝末年，该地逐渐发展成为物资集散中心，盐运工与商贾云集，茶馆、饭馆、酒馆、栈房林立。每至夜晚，正街上灯红酒绿，笙歌笑声直冲云霄。大茶馆中的说书声、提篮叫卖小吃的声音、打更匠的吆喝声……此起彼伏，正是“夜市连三鼓，盐船起五更”。
古代自贡人给盐津带去了财富和先进的文化，自贡口音因此逐渐成为该地区的主流口音。经济宽裕、文化发达的自贡人对盐津人的影响是全方位、立体化的，自贡很多风味食品的制作技艺被带到了这里，至今当地仍盛行糯米饭、腌腊肉、猪儿粑、包谷粑等自贡地方传统佳肴。此外，盐津人的婚姻习俗、耍龙灯等民俗均与自贡大同小异。甚至盐津县许多地名都与自贡的雷同。

### 自贡话飞地：古蔺-仁怀-习水-桐梓-镇雄-毕节-金沙沿赤水河小部
仁怀市茅台镇、习水县习酒镇、桑木镇和古蔺县等地沿赤水河的局部，地处川黔结合部，当地有一部分乡镇村落与自贡口音几乎相同，却与周围的口音不同。茅台和古蔺著名的酒文化誉满天下，而鲜为人知的是，茅台酒的重要推手，却是自贡厚重的井盐文化。古有“川盐走贵州，秦商聚茅台”（清人郑珍语）的繁华写照。正是因为有自流井的“川盐走贵州”，才有了自流井的秦籍盐商“聚茅台”，进而才有了茅台国酒。
由于地理环境及盐的质地等原因，贵州不产盐，绝大部分食盐都是从自流井运入。自贡的井盐入黔主要通过4个口岸：泸州市的叙（永）岸、贵州省的仁（怀）岸、重庆市的綦（江）岸及涪（陵）岸。其中，仁（怀）岸的运输线路是：从自流井张家沱码头出发，沿釜溪河一路下行，到富顺县城关镇入沱江，又一路向东到泸县入长江，到达合江县后，转入到在此汇入长江的赤水河，再一路南下到达赤水，又经习水、二郎滩，最后到达茅台镇——当时茅台还只是一个村。仁怀古盐路上流传着许多川盐入黔的故事，同时还流传着许多反映盐运工人生活的民歌，如《背盐歌》、《拉船歌》等。清康熙二十五年（1686年），一些陕西商人来到自流井经营他们熟悉的钱庄、当铺的同时，开始贩运井盐到川滇黔边。清雍正年间，大批陕西籍盐商陆续聚集到自流井，他们勇于开拓，敢于在原来川人不敢或不愿去的地方大胆开辟新的市场，并且在回程时捎带下游的布匹、瓷器、山货等到自贡出售，利润颇丰。有了丰厚的财富积累后，秦商们开始买地造屋，并于乾隆元年（1736年）投资万两白银，在自流井修建西秦会馆（当今自贡的标志性建筑）。自清乾隆八年（1743）以来，对赤水河进行过四次整修，自贡和仁怀的往来更加紧密。清嘉庆以后，秦商开始投入井灶生产，至第一次“川盐济楚”时，秦商进入鼎盛时期。据清代刘蓉在相关文献中记载：“川盐各厂井灶，秦人十居七八，蜀人十居二三。”而销往贵州的自贡井盐，几乎都由自流井的秦商贩运。
茅台，最初并不产酒，而是一个自贡井盐的流通集市。1803年，具有雄厚资金和先进经营管理水平的自贡秦商，看中了川黔结合部的好山好水，带着具有创新能力的自流井酒师来到茅台村酿酒。酒师通过努力探索，很快掌握了高品味蒸馏酒的酿造技术，使得茅台在井盐和其他物资贸易昌盛的同时，酒业也逐渐兴盛起来。一位姓刘的陕商居茅台村，回到故乡西凤酒的发源地陕西柳林镇，找到一位姓田的配酒师来到茅台村，以西凤酒配方加赤水河水，经九次勾兑造出了香醇可口的茅台烧锅。这是最初的茅台酒，这也是因盐而生发出来的美酒。茅台酒是自贡盐商的附带产品，同时又是那些行商和坐商的重要商品。秦商将川盐贩运到茅台，再趸给黔商，由他们通过陆路贩运到贵州省各地出售，自己却像捎带布匹、瓷器、山货等一样，将大量茅台酒带回自贡盐场销售。在清嘉庆年间，茅台镇的酒无论是数量（年产量达170吨）、质量都达到了一个高峰，形成了“家唯储酒卖，船只载盐多”的繁荣局面。这样的局面保持了近百年。到了清同治八年（1869），盐商华联锋在此建立了贵州成义茅台酒厂，所产酒使用 “仙女飞天”、“百年老窖”等商标。在成义酒厂创建十年后，茅台镇又出现了荣和酒厂，创办人是经营天和盐号的盐商王立夫。经过长期发展，到了20世纪20年代，荣和酒厂的规模已和成义酒厂不分上下。在1915年巴拿马世界博览会上获奖的茅台酒，就是荣和酒厂送展的“王茅牌”。而这些茅台酒业世家，都与自贡盐商的关系密不可分。尤其是王立夫的祖父王振发，在自贡盐商的帮助下，囤积居奇赚得了第一桶金，成为茅台巨富，为酿酒打下了基础。
商贸和文化往来，促进了方言的合流。至今，在著名的酒产区古蔺和仁怀，仍有一部分乡镇集市村落的人操着一口自贡话。2000年，仁怀市在吴公岩修建了盐文化博物馆，收藏了大量的盐运文物。其中有两件古代称盐的大秤铊，它是盐路上重要的历史见证。

## 音系
今天的自贡话，有24个声母，38个韵母和4个声调。

### 声母
自贡话中有23个辅音声母，加上1个零声母，共24个声母。与普通话相比，多了2个。虽然少了鼻音[n]，但是多了舌面前音[ȵ]、唇齿音[v]、舌根音[ŋ]。民国时期自贡话区分尖团音,这在老年人的口音中可以体现，但1950年代出生后的人已经完全不分尖团了。列表如下:
|        |        | 双唇         | 唇齿         | 齿后           | 齿龈         | 卷舌         | 硬腭         | 软腭         |
| ------ | ------ | ------------ | ------------ | -------------- | ------------ | ------------ | ------------ | ------------ |
| 塞音   | 不送气 | p 布不       |              |                | t 得到       |              |              | k 古哥       |
| 塞音   | 送气   | pʰ 配遍      |              |                | tʰ 太抖      |              |              | kʰ 可开      |
| 塞擦音 | 不送气 |              |              | ts 早眨        |              | tʂ 找住      | tɕ 价基      |              |
| 塞擦音 | 送气   |              |              | tsʰ 草仓       |              | tʂʰ 车出     | tɕʰ 巧秋     |              |
| 鼻音   | 鼻音   | m 门米       |              | l（边音） 路弄 |              |              | ȵ 你宜       | ŋ 我爱       |
| 擦音   | 清     |              | f 发喷       | s 素师         |              | ʂ 书石       | ɕ 小修       | x 好杏       |
| 擦音   | 浊     |              | v 五舞       |                |              | ʐ 如热       |              |              |
| 零声母 | 零声母 | 0 儿衣元鸭围 | 0 儿衣元鸭围 | 0 儿衣元鸭围   | 0 儿衣元鸭围 | 0 儿衣元鸭围 | 0 儿衣元鸭围 | 0 儿衣元鸭围 |

特点：
1./x/的摩擦成分比北京音重些。
2./n/和/l/自由变读。
3.其他声母音值同北京音。
4./ŋ/只跟开口呼韵母相拼，构成的音节较少。
5.零声母四呼都有，齐合撮自成音节时，前面带有明显的摩擦成分。

### 分平翘舌的规律
自贡话能够清楚区分舌尖前音和舌尖后音，也就是俗称的平翘舌/ts/–/t͡sʰ/–/s/和/ʈ͡ʂ/–/ʈ͡ʂʰ/–/ʂ/-/ʐ/，翘舌发音的方式部位与北京方言卷曲幅度稍微小一些，与当代普通话标准音基本一致。这在四川方言中是非常少见的，因此成为区分其它四川话的辨识特点之一，很多时候也引起四川其它地区的误解。其实，四川话最初也是区分平翘舌音的,只是后来消失了。只有自贡话保存了下来,展现出川南方音的古老特征。
需要注意的是，自贡话的舌尖前后音与普通话单字发音不完全一致，自贡话的平翘规律与老派南京话基本一致，且和《广韵》中古音有较严格的演变规律，长江上下游的西南官话与江淮官话的平翘分辨模式一律如此。自贡话的平翘舌音和苏州评弹的平翘规律也基本一致。然而，北京话的平翘系统由原有的精照对立与南京的分法混合而成，因此北京话和《广韵》中古音无严格继承规律。
普通话和北京话中的部分翘舌音，如：“事”、“士”、“师”、“眨”、“生”、“楚”、“初”、“省”、“瘦”、“宅”、“崇”、“創”、“嶄”等等，在自贡话中作平舌，和老派南京话一致。

#### 古漢語在自貢話中的平翹舌音變規律
自贡话的分平翘规律如下：
把《廣韻》中的“知徹澄”聲母分為一組，為“知組”聲母；把“莊初崇生”聲母列為一組，為“莊組”聲母；把“章昌船書禪”列為一組，為“章組”聲母。“--”表示無字或古漢語中沒有這種發音。
|            | 知組二等 | 知組三等 | 莊組二等                          | 莊組三等                        | 章組三等 |
| ---------- | -------- | -------- | --------------------------------- | ------------------------------- | -------- |
| 果攝       | --       | --       | --                                | --                              | --       |
| 遇攝       | --       | 翹舌     | --                                | 平舌                            | 翹舌     |
| 止攝開口呼 | --       | 翹舌     | --                                | 平舌                            | 翹舌     |
| 止攝合口呼 | --       | 翹舌     | --                                | 翹舌                            | 翹舌     |
| 流攝       | --       | 翹舌     | --                                | 平舌                            | 翹舌     |
| 深攝       | --       | 翹舌     | --                                | 平舌                            | 翹舌     |
| 臻攝       | --       | 翹舌     | --                                | 平舌                            | 翹舌     |
| 宕攝       | --       | 翹舌     | --                                | 平舌（初聲母） 翹舌（其餘聲母） | 翹舌     |
| 曾攝       | --       | 翹舌     | --                                | 平舌                            | 翹舌     |
| 通攝       | --       | 翹舌     | --                                | 平舌                            | 翹舌     |
| 假攝       | 翹舌     | 翹舌     | 翹舌                              | --                              | 翹舌     |
| 蟹攝       | 翹舌     | 翹舌     | 平舌（生聲母） 翹舌（其餘聲母）   | --                              | 翹舌     |
| 效攝       | 翹舌     | 翹舌     | 翹舌                              | --                              | 翹舌     |
| 咸攝       | 翹舌     | 翹舌     | 平舌（莊聲母） 翹舌（其餘聲母）   | --                              | 翹舌     |
| 山攝       | 翹舌     | 翹舌     | 翹舌（“產”字平舌）                | --                              | 翹舌     |
| 江攝       | 翹舌     | --       | 平舌（初崇聲母） 翹舌（其餘聲母） | --                              | --       |
| 梗攝       | 平舌     | 翹舌     | 平舌                              | --                              | 翹舌     |

規律解釋：
（1）古漢語中的“精組”字，在自貢話中全部念平舌音，這一點與普通話一致。
（2）古漢語中“知组”二等，“梗攝”（如：“撐”、“宅”等字）念作平舌音，與普通話不同；其餘攝均念翹舌音。
（3）古漢語中“知組”三等，全部念翹舌音，與普通話相同。
（4）古漢語中“莊組”二等比較複雜，“生”聲母遇“蟹攝”（如：“崽”、“灑”等字）讀作平舌，其餘聲母讀作翹舌；“莊”聲母遇“咸攝”（如：“眨”、“蘸”等字）念平舌，其餘聲母讀翹舌；“山攝”中僅“產”字念平舌；“江攝”遇“初崇”聲母（如“窗”、“淙”等字）讀平舌，遇“莊生”聲母（如“捉”、“雙”等字）讀翹舌；“梗攝”（如“爭”、“責”等字）念作平舌，與普通話不完全相同。
（5）古漢語中“莊組”三等，僅“止攝”的合口呼（如：“衰”、“揣”等字）以及“宕攝”的“莊崇生”聲母（如“壯”、“霜”等字）為翹舌音，其餘（如“事”、“士”、“創”）全部為平舌音。
（6）古漢語中“章組”三等，全部讀作翹舌音，與普通話一致。

#### 自貢話與其它方言的平翹舌音比較
|    | 自貢話 | 南京話 | 北京話 | 徐州話 | 濟南話 |
| -- | ------ | ------ | ------ | ------ | ------ |
| 茶 | 翹舌   | 翹舌   | 翹舌   | 平舌   | 翹舌   |
| 澤 | 平舌   | 平舌   | 平舌   | 平舌   | 翹舌   |
| 罩 | 翹舌   | 翹舌   | 翹舌   | 平舌   | 翹舌   |
| 撞 | 翹舌   | 翹舌   | 翹舌   | 翹舌   | 翹舌   |
| 桌 | 翹舌   | 翹舌   | 翹舌   | 翹舌   | 翹舌   |
| 炒 | 翹舌   | 翹舌   | 翹舌   | 平舌   | 翹舌   |
| 省 | 平舌   | 平舌   | 翹舌   | 平舌   | 翹舌   |
| 師 | 平舌   | 平舌   | 翹舌   | 平舌   | 翹舌   |
| 瘦 | 平舌   | 平舌   | 翹舌   | 平舌   | 翹舌   |
| 初 | 平舌   | 平舌   | 翹舌   | 翹舌   | 翹舌   |

上表僅僅是部分具有代表性的字彙在不同官話中的讀音，可以發現，自貢話和老派南京話的平翹舌區分規律完全一致，而與北京話（普通話）、徐州話或濟南話均不完全一致，自貢話中的翹舌音比北京話要少。
自贡话的平翘舌区分与南京话相同，也就意味着自贡话和江淮官话内的许多方言有相通性。基于此，我们可以发现，用自贡话唱歌，则和黄梅戏的发音几乎一致！例如，“愁”读cou，“事”、“师”、“士”读si，“瘦”读sou，“生”、“省”读sen，“百”、“白”读be，“绿”、“六”读lu，“街”读gai，“鞋”读hai，“爱”读ngai，“琼”读qun等等，都是黄梅戏的发音，非常动听。

### 韵母
自贡话有38个韵母，相对普通话来说，多了[e]、[io]、[ue]、[iai]四个韵，少了[ɤ]、[uo]、[iŋ]、[əŋ]、[uəŋ]五个韵。列表如下：
|        | 开尾 | 开尾 | 开尾 | 开尾  | 开尾  | 开尾  | 元音尾 | 元音尾 | 元音尾 | 元音尾 | 鼻音尾 | 鼻音尾 | 鼻音尾 | 鼻音尾 |
| ------ | ---- | ---- | ---- | ----- | ----- | ----- | ------ | ------ | ------ | ------ | ------ | ------ | ------ | ------ |
| 开口呼 | ɿ 自 | ʅ 支 | ɚ 二 | a 大  | o 我  | e 黑  | ai 街  | ei 批  | au 包  | əu 走  | an 烦  | ən 樱  | aŋ 帮  | oŋ 亩  |
| 齐齿呼 | i 一 |      |      | ia 牙 | io 药 | ie 叶 | iai 介 |        | iau 标 | iəu 九 | ian 变 | in 兵  | iaŋ 量 |        |
| 合口呼 | u 五 |      |      | ua 瓜 |       | ue 国 | uai 乖 | uei 类 |        |        | uan 段 | uən 春 | uaŋ 光 |        |
| 撮口呼 | y 鱼 |      |      |       | yo 略 | ye 绝 |        |        |        |        | yan 鲜 | yn 泳  |        | yoŋ 容 |

1.韵头方面，自贡方言同普通话一样，都有开、齐、合、撮四呼；从韵尾方面看，也与普通话相同，有开尾韵、元尾韵、鼻尾韵。
2.古曾、梗两摄舒声字的后鼻音韵尾与深、臻两摄的前鼻音韵尾读音相混，都读作前鼻音韵尾[n]，没有[ŋ]韵尾。
3.b、P、m、f后的[eŋ]韵全部都归入了[oŋ]韵，与普通话中b、p、m、f不能与[oŋ]相拼的规则不同。
4.普通话中的[ai]韵（ 如“百” “白”“拍”等）、[o]韵（如“墨”“伯”等）、[ei]韵（如“黑”“北”等）与[ɤ]韵（ 如“得”“德”“隔”“割”“蛇”等）在自贡话中常常读作[e]韵
5.普通话中的部分[ai]、[ian]韵在自贡话中有读作[ɑn]韵的情况，如“掰”“淹”“衔”等的读音
6.普通话中的[ə]、[ɤ]韵（ 如“饿” “恶” “么” “歌” “和” “蛇”“惹”“扯”“车”等）在自贡话中还有着读作[o]韵或[ei]韵的情况
7.普通话中的部分[ỵe]韵（ 如“确” “学”“鹊”“雀”等）在自贡话中常常读作[io]韵
8.普通话中的部分[ei]韵（如“类” “泪”“内”“雷”等）在自贡话中常常读作[uei]韵
9.普通话中的[uo]韵（如“帼”“国”等）、[ie]韵（如“且”“茄”“怯”等）与[ỵ]韵（如“取”“娶”等）在自贡话中存在着均读作[ỵ e]韵的现象
10.普通话中个别的[ỵ]韵（如“绿”“律”等）、[ou]韵（如“肉”）、 [iou]韵（如“六”）在自贡话中读作[u]韵
11.普通话中个别的[ỵ]韵（如“育”“去”等）在自贡话中分别读作[o]韵或[i]韵
12.普通话中个别的[eŋ]韵（如“绳”“横”）在自贡话中读作[uen]韵，普通话中个别的[ioŋ]韵（如“琼”）在自贡话中读作[ỵn]韵
13.普通话中的一些[iao]韵（ 如“药”“角”“脚”“窖”“觉”“咬”等）在自贡话中分别读作[io]韵或[ao]韵。

### 声调
自贡话共有4个声调。自贡话与大部分官话的调类保持一致，即仍有阴平、阳平、上声与去声之分，但是在发音的程度上和调值上与普通话有所区别。其基准调值大致为44（半高平调）、21（中降调）、53（高降中调）、与24（中升调）四种，55（高平调）、11（低平调）、23（中升中调）、43（中降调）、31（中降调）、214（中降低升调）仅在发生音变时出现，入声13（低升调）已经和24（中升调）趋同。这和明末官话较为一致。所以，严格意义上讲，自贡话有4个声调，但地道的自贡话加上变调现存共有10个调值。
自贡话的声调特色主要有：
1.自贡方言声调演变具有较强的规律性：
(1)古平声中的清声母字，今自贡话为“阴平”；古平声中的浊声母字(包括全浊、次浊)，今自贡话为“阳平”。
(2)古上声中的清声母和次浊声母字，今自贡话仍为“上声”。
(3)古全浊上声字和古去声字(包括令清、次清、全浊、次浊声母)，今自贡话基本上为“去声”。
(4)古入声字，不论清浊，今自贡话全归到“去声”里。
(5)古全浊上、全浊去、次浊去派入“去声”后，分化出阴阳，部分“阳去”在白读时归入“阴平”（口语中的调值往往比实际的阴平调44要高，变为55）。
城市区与郊乡区的调值有一定区别，郊区调值高亢起伏，市区相对低平：
(1)部分郊区及富顺乡区的阴平发音往往比市区、县城更加高亢，调值从44变为55，如同白读的“阳去”。
(2)部分郊区及富顺威远乡区的阳平发音往往比市区、县城更加高亢，调值从21变为31。
(3)部分郊区及荣县威远乡区的去声发音与市区、县城相比，带有先降后升的起伏特点，调值从24变为214。
城市区的人，在表示某字的强调时，通常使用高亢起伏的郊区调。
下表的调值主要记录市区的发音。
| 声调      | 自贡话调值          | 普通话/国语调值 | 明代正音五度调值 | 例字           |
| --------- | ------------------- | --------------- | ---------------- | -------------- |
| 阴平      | 44                  | 55              | 44               | 方 添 初 婚 中 |
| 阳平      | 21词首 11词中或词尾 | 35              | 21~11            | 房 田 除 危 雄 |
| 上声      | 53 43连读第二字     | 214             | 53               | 仿 舔 储 碗 晚 |
| 阴去      | 24 23连读第二字     | 51              | 24               | 放 到 稻 犒 看 |
| 阳去 部分 | 24文读 55白读       | 51              | 24               | 是 树 抱 地 路 |
| 入声      | 24新派 13~23老派    |                 | 23~24明末 12     | 黑 急 各 铁 杂 |

2.古汉语入声归入去声。入声字归入去声也成为自贡话区别于其他西南官话的重要特点之一。在西南官话中，重庆话、武汉话、成都话、昆明话、贵阳话等把入声归入阳平，雅甘小片等的入声归入阴平，与自贡话同属西蜀片的川南乐山话、宜宾话等皆保留入声。因此，自贡话的入声归属在西南官话中显得尤其特别。这种音律的改变与部分客家话（古入聲清聲母字歸陽去，濁聲母字歸陰去）、赣语、徽语以及湘语等有相似之处，而自贡市历史上也多有江右、湖广、闽粤、下江的移民，说明了自贡话比其它西南官话更具有移民融合的特点。
3.古汉语中的有部分“浊仄”声调在自贡口语中读作阴平。由于自贡历史上移民较多，自贡话也受到了客家话、赣语、吴语和江淮官话等方言的影响，有去声分化阴阳现象。在客家话中，古浊上字的白读音多并入阴平；在北部吴语中，古浊上字的白读音多归阳去，自贡话也有这种白读音变规律。这种音变规律在自贡市的郊区和乡镇上尤其普遍。其表现就是：（1）古汉语当中的“全浊上”有部分的单字调变为阴平调。自贡话中最典型的就是，“是”这个字在书面语中念作“去声”，但是在日常交际的口语中念作“阴平”，与其它西南官话非常不同。这些在口语中读作“阴平”调的“全浊上”常见字还有：“树”、“坐”、“肚”、“妇”、“抱”等等。（2）部分“全浊去”声调在自贡口语中也可以念作“阴平”，例如“地”、“处”、“步”等等，在郊区，“就”、“又”等等也念阴平。（3）部分“次浊去”也可白读作“阴平”，如“路”、“夜”、“妹”等。因为这是口语的音变导致的调值变化，所以，其调值往往比实际的阴平调44要高，变为55。（4）个别“浊入声”也白读为阴平，如“喫”，在郊区和农村的口音中通常不是去声而作阴平。
表格黑体字的读音就是自贡话中部分去声白读归入阴平的例子：
自贡话中“阳去”声调读音举例：
| 例字 | 阳去白读声调                             | 阳去文读声调                                |
| ---- | ---------------------------------------- | ------------------------------------------- |
| 是   | 我是（阴平）                             | 实事求是(去声)                              |
| 树   | 树子（阴平）                             | 树林（去声）                                |
| 肚   | 肚皮（阴平）                             | 肚子（上声） 痨肠剐肚（去声）               |
| 妇   | 媳妇儿（阴平）                           | 妇女（去声）                                |
| 抱   | 抱着（阴平）                             | 拥抱（去声）                                |
| 下   | 看下（[ha]阴平） 地下（[ti阴平ɕia阴平]） | 下来（[ɕia去声]） 地下党（[ti去声ɕia去声]） |
| 地   | 地下（[ti阴平ɕia阴平]）                  | 土地（去声）                                |
| 处   | 到处（阴平）                             | 好处（上声） 处所(去声)                     |
| 步   | 几步路（[phu阴平lu阴平]）                | 脚步（[pu去声])                             |
| 路   | 走路（阴平）                             | 道路（去声）                                |
| 夜   | 熬夜（阴平） 夜饭（阴平）                | 夜晚（去声）                                |
| 这   | 这（[tʂei阴平]）ㄍㄢ（跟前）             | 这里（[tʂe去声]）                           |
| 那   | 那个([lei阴平])                          | 那么（[la去声]）                            |
| 坐   | 坐嘛（郊区读阴平，市区读去声)            | 连坐（去声）                                |
| 就   | 郊区读阴平，市区读去声                   | 将就（去声）                                |
| 又   | 郊区读阴平，市区读去声                   | 去声                                        |
| 动   | 咬不动（郊区读阴平，市区读去声)          | 动物（去声）                                |
| 住   | 着不住（阴平）                           | 住宿（去声）                                |
| 妹   | 二妹（阴平，多用于郊区)                  | 兄妹（去声）                                |

可见，官话中的浊上归去仅在自贡话文读（书面语）中适用，在白读（口语）中并不完全适用。这种音变规律与客家话非常像，这是自贡历史上大量客家移民带来的方言影响的遗留。阳去字的部分塞音和塞擦音在自贡话中念送气音，比如“步phu55”字，这点又与部分江淮官话相似，但是目前它们的亲缘关系还不明确。
4.有部分次浊平声字(m,ȵ,ŋ,l)读阴平。比如“聋lɔŋ44”、“研ȵian44”、“熬ŋao44”等等，而在普通话以及其它多数方言中他们都读阳平。自贡话的这种声调规律与客家话、长沙话相似。
5. 自贡话的阳平较为平缓，口语里调值从中降调（21）变为11（低平调），这在词中和词尾更为明显。例如，“新年”对应调值是ɕin44 ȵian11；“阳平”对应调值是iaŋ21 pin11。
6. 自贡话两个去声相连，第二个去声从中升调（24）变为中升中调（23）。例如，“快乐”对应调值是kʰuai24 lɔ23；“调值”对应调值是tiao24 tʂʅ23；“自贡”对应调值是tsɿ24 kɔŋ23；“二十岁”对应调值是ɚ24 ʂʅ23 suei23。
7. 自贡话两个上声相连，第二个上声从高降调（53）变为中降调（43） 。例如，“侃侃而谈”对应调值是kʰan53 kʰan43 ɚ11 tʰan11。

### 音变规律

#### 同化
一些人称代词的第二音节的声母由于受前一音节的影响，有脱落现象。如：“我们”[ŋo+mən]变读为“阮（古音）”[ŋoən]或[ŋuən]，你们[ȵi+mən]变读为“恁”[ȵiən]，他们[1a+mən]变读为[1aən]，人家[ʐən+tɕa]变读为[ʐənia]，跟他[ken+la]变读为[kenna],吃了[tʂʰʅ+la]变读为[tʂʰʅ+ʐa]（重读）或[tʂʰə]（轻读）。尤其是“了”字，自贡话中基本上不发其实音，而是作为a和ə韵，与前一个字相拼。如：走了[tsəu-ua],反了[fan-na]，大了[ta-ia]。这种“顺同化”音变规律是自贡话区别于成渝话的明显特色之一，与闽南话、粤语有相似之处。
一些程度副词的第一音节受第二音节的影响，发生顺同化现象，第二音节脱落。如："那么"[la+mo]变读为"恁"[lən去声]或"啷"[lam去声或阴平]，"这么"[tʂe+mo]变读为"阵"[tʂem去声]或"仲"[tʂom去声]，“这跟前”[tʂe+ken阴平+tɕʰan阳平]变读为“这ㄍㄢ”[tʂei kan上声]。“跟前”的声调也一并连读了。

#### 变调
1. “其它声调+阳平”连续变调：自贡话的阳平较为平缓，口语里调值从中降调（21）变为11（低平调），这在词中和词尾更为明显。例如，“新年”对应调值是ɕin44 ȵian11；“阳平”对应调值是iaŋ21 pin11。
2. “上声+上声”连续变调：第二个上声从高降调（53）变为中降调（43） 。例如，“侃侃而谈”对应调值是kʰan53 kʰan43 ɚ11 tʰan11。
3. “去声+去声”连续变调：两个去声相连，第二个去声从中升调（24）变为中升中调（23）。例如，“快乐”对应调值是khuai24 lɔ23；“调值”对应调值是tiao24 tʂʅ23；“自贡”对应调值是tsɿ24 kɔŋ23；“二十岁”对应调值是ɚ24 ʂʅ23 suei23。阳去变调后，仍然符合此音变规律，如“夜饭”对应调值是ie55 fan23。
4. 组成重叠词的两音节都是阳平的，第二音节的阳平则变为阴平：如，年年（第一个”年“是阳平，第二个”年“是阴平），坨坨（第一个”坨“是阳平，第二个”坨“是阴平），爸爸，娘娘，油油。
5. 组成儿化韵词的音节是阳平时，儿化后则多数变成阴平：如，葡萄儿（”萄儿“变阴平），姑娘儿（”娘儿“变阴平），蛾蛾儿（第一个”蛾“不变，第二个”蛾“字变阴平）。也有例外的如:光头儿（第一个字去声，第二个字阳平），窗帘儿（“帘”仍然是阳平）。
6. “去声+ʂʰʅ入声”连续变调：当入声[ʂʰʅ]碰到前一个字是去声时，不再归入去声，而变读为阳平。如：合适（两个字在自贡话中都应归为去声，但第二个“适”本音是入声，则变读为阳平，读作/ho去声ʂʰʅ阳平/），蒋介石（“介石”都是去声，但第二个去声“石”本音是入声，则变成阳平，读作/tɕiai去声ʂʰʅ阳平/）。
7. 强调：表示字汇的强调时，阴平、阳平、去声从舒缓低平的城市口音一律变读为55、31、214，和郊区说话方式趋于一致，更加高亢起伏。例如，市区说“吃饭”，对应调值是tʂʰʅ24 fan23，而郊区说“喫饭”，对应调值tɕʰɿ55 fan214。
8. 阳去口语变调：在声调部分提到的“部分全浊上变阴平”、“部分浊去变阴平”的文白异读规律，可以参照前文。
9. 轻声：如，“外前”、“门前”的“前”就变读为类似阴平的轻声。
外地人在学习自贡话时，往往掌握不好变调，因此显得不太地道。例如，“不是得”不能读作pu24 ʂʅ24 te24，而应该读作pu24 ʂʅ55 te23，表示强调可以读作pu214 ʂʅ55 te23，外地人在模仿时，即使在了解浊去变阴平的规律后，仍往往容易错读为pu24 ʂʅ44 te24或pu24 ʂʅ55 te24。还有一句比较具有区分度的自贡话是“窗帘外前的树子在没在拗”（意思是“窗帘外面的树在动吗？”），按字面发音是tsʰaŋ44（阴平）lian21（阳平）' wai24（去声）tɕʰan21（阳平）ti24（去声） ' ʂu24（去声） tsɿ53（上声） '  tsai24（去声） mei24（去声） tsai24（去声） ' ȵiou24（去声），实际上应该读作tsʰaŋ44（阴平） liɚ11（阳平连续变调）' wai24（去声） tɕʰan4（阴平轻声） le4（阴平轻声） ' ʂu55（阳去变调） tsɿ53（上声） ' te24（去声） mei55（阳去变调） te23（去声连续变调） ' ȵiou24（去声），这涉及到了阳平连续变调、轻声变调、阳去变调、去声连续变调，另外，口语中受到闽语影响往往把“在”读作te24。

#### 儿化
自贡方言中有大量儿化词，由儿化造成的音变现象十分普遍，具有一定的规律性。比如：堆堆儿[tuei+ tuei+ɚ]变读为[tuei+ tuɚ]、罐罐儿 [kuan + kuan +ɚ]变读为[kuan + kuɚ]，这两个词语儿化时，韵腹和韵尾失落，只保留韵头，然后直接加上卷舌音[ɚ]；还有在韵母後直接加卷舌音[ɚ]的词语“珠珠儿”[tʂu + tʂuɚ]等多种情况。
值得注意的是，也有一些词汇的结尾固定有“儿”字，且是必须独立音节（而非去影响最后一个字）的，如𢱟挞儿（打耳光）、妹儿（小妹妹）、裤儿（裤子）等。

#### 文白异读
自贡方言中有部分字存在文白异读现象，有几种读法，这包括两种情况：
一种是无条件的异读，如声母[l]和声母[n]可自由变读而不影响意义。
另一种情况就是有条件的异读，即一个字在不同的情况下有几种读音：如“去”字在“去掉”里读[ʨʼy24]，在“你到哪里去”里读[ʨi24]；“在”字在“存在”里读[tsai24]，在“你在哪里”读[te24]。“大”字在“大人”里读[ta24]，在“这盆好大哟”里读[tʼai412]（注：将“大”读作“太”，在自贡郊区常见，市区不常见）。“着”在“着装”里读[tʂo24]，在“看着”里读[tou53]。在郊区，口语中一般把“吃”读作“喫”[tɕʰɿ阴平]，但市区还是读作[tʂʰʅ去声]。
举例如下：
| 例字 | 白读                     | 文读                   |
| ---- | ------------------------ | ---------------------- |
| 在   | 在[te4]那ㄍㄢ（kan1）    | 存在[tsai4]            |
| 着   | 看着[tou3] 睡着[tʂʰo1]了 | 着[tʂao2]打 着[tʂo4]装 |
| 去   | 去[ʨi4]哪里              | 去[ʨʼy4]除             |
| 严   | 把门关严[ŋan2]           | 严[ȵian2]肃            |
| 下   | 等一下[xa1]              | 下[ɕia4]午             |
| 等   | 等[tʰən4]几天            | 等[tən3]待             |
| 院   | 医院[uan4]               | 院[yan4]落             |
| 凭   | 凭[pʰen1]着栏杆          | 凭[pʰin2]据            |

## 词汇
自贡方言有很多词语和普通话在词形上存在着差异。自贡方言词语与普通话词语在音节上有时不能整齐对应，有时用法也不同。

### 自贡话与普通话部分词汇对照
例如（括号内的注音是上江话拉丁拼音）：
| 普通话    | 自贡话            | 普通话 | 自贡话                 | 普通话 | 自贡话                | 普通话 | 自贡话                  | 普通话 | 自贡话        | 普通话 | 自贡话            |  |
| --------- | ----------------- | ------ | ---------------------- | ------ | --------------------- | ------ | ----------------------- | ------ | ------------- | ------ | ----------------- |  |
| 凶恶      | 歪                | 倚靠   | 凭（pen1）             | 摔倒   | 拽（1）               | 瓢     | 瓜瓢                    | 泪     | 眼流水        | 雾     | 雾罩              |  |
| 粘贴      | 巴                | 麵条   | 麵                     | 浇灌   | 饮（4）               | 快点   | 几下                    | 使劲   | 嘿起          | 猜     | 暗（ngan2）到     |  |
| 孵化      | 抱                | 调皮   | 唣                     | 欺负   | 码                    | 软     | 𤆵（pa1）               | 柄     | 把把（儿）    | 扒手   | 摸哥儿            |  |
| 奔跑      | 骉                | 打磨   | 戕（qi3）              | 蛮横   | 踹                    | 膝盖   | 磕膝头儿                | 吹嘘   | 吹皮皮/提劲儿 | 妓女   | 梭夜子            |  |
| 回潮      | 回                | 依恋   | 生                     | 调换   | 左                    | 壁虎   | 巴壁虎儿                | 好     | 巴适/安逸     | 差     | 否（pie4）/否火药 |  |
| 刺        | 锔（jü1）         | 中午   | 晌午                   | 明天   | 明（men2）朝（zhao1） | 今天   | 今（zhen1）朝           | 以为   | 默（me4）到   | 故意   | 挑身              |  |
| 贝壳      | 蚌（pan1）壳儿    | 照顾   | 经佑（you1）           | 祖母   | 娘娘                  | 阿姨   | 孃孃/嬢嬢                   | 妻子   | 婆娘          | 聊天   | 摆龙门阵          |  |
| 吵架/打架 | 角逆（go4 nie4）  | 胫骨   | 连二杆                 | 靠背   | 凭凭儿（pen1 per1)    | 瓶塞   | 揍揍儿                  | 蹲     | 跍（ku2）     | 骂     | 叨（tao1）        |  |
| 扛        | 㧯                | 扔     | 砸（zang2）            | 脏     | 烦                    | 骗     | 豁                      | 踩     | 蹅（cha1）    | 碰     | 搒（pang3）       |  |
| 熏        | 煪                | 踢     | 啄（zhua4）            | 拼     | 𢭃（dou4）            | 打呼噜 | 扯噗（pu2）鼾           | 头皮屑 | 风虱（se4）   | 工作   | 活路              |  |
| 青蛙      | 虼蟆儿（ke2 mer1) | 蟾蜍   | 癞虼宝（lai4 ge4 bao3) | 蝉     | 蛪螯儿（ni1 nger1)    | 那里   | 那跟前（gan1）/那堂跟儿 | 滑梯   | 梭梭板儿      | 鱼腥草 | 侧（ze4）耳根     |  |
| 热闹      | 闹热              | 公鸡   | 鸡公（已不常用）       | 纸钱   | 钱纸                  | 力气   | 气力                    | 儿媳妇 | 媳妇儿        | 陀螺   | 螺陀              |  |

### 基本意义不同
| 词语 | 自贡话含义         | 普通话含义                                       |
| ---- | ------------------ | ------------------------------------------------ |
| 造孽 | 可怜               | 本字為“造業”，佛教用语，意为身、口、意的所有行为 |
| 饮   | 用水或肥料浇灌植物 | 给牲畜水喝                                       |
| 跑马 | 遗精               | 骑着马跑;赛马                                    |
| 生   | 亲近，依恋；过生日 | 生育;生长;生命                                   |
| 不好 | 生病               | “好”的反义词，其意义为“好”的反面                 |
| 醒   | （蛋类）变质       | 面食等二次发酵                                   |

### 使用范围方法不同
在自贡方言中某些词的词义范围比普通话的词义范围要更大，如像:
- 口水在自贡方言中，“口水”除了有“唾液”的意思之外，还表示“痰“。

- 鼻子在自贡方言中，“鼻子”除了指称人身体的器官之外，很多时候还借用来指称“鼻涕”。一般不单独用其他词语来表示“鼻涕”的意思。

- 青在自贡方言和普通话中，“青”都作为一个颜色词存在。所不同的是，普通话的“青”是可以指绿色、蓝色、黑色。而在自贡话中，“青”代表了“绿、酱紫、黑”等几个颜色，相对普通话而言更多一些。例如可以说“麦地头长得青油油的啦”，这里的“青”是绿的意思;“他一脚尖把我的连二杆啄得黯青”, 这里的“青”就指的是因皮下出血而出现的皮肤酱紫的色彩;而在葬礼上，自贡话中一律把“黑纱”称为“青纱”，这里就用的是“青”的“黑色”的意义了。

- 饮食在自贡方言中除了指“吃喝的东西”之外，还有一个意思是指人消化不良引起的疾病，例如“打饮食”就是指医治这种疾病。

- 新鲜在自贡方言中，这个词除了有和普通话相同的“(食物)没有变质，也没有经过腌制、干制等”以及“(空气)经常流通，不含杂类气体”等义项外，还有“从睡眠状态清醒过来”的一个义项，例如:么儿(对小儿的爱称)才将睡醒，还不口①一。

此外，在自贡方言中，有些词的意义范围比普通话要小。例如:
- 老姑娘在普通话中这个词有“年纪大了还没有出嫁的女子”和“最小的女儿”两个义项，而在自贡方言中则只有第一个义项，即指“年纪大了还没有出嫁的女子”。

- 裁缝在普通话中它既可作为名词，指称“做衣服的人”，同时也可作动词性短语，指“剪裁缝制(衣服)”。而在自贡方言中，这个词只能作为名词，指“做衣服的人”，而不做动词使用。

- 婆婆这个词在普通话里第二个字发为轻声，表示了“丈夫的母亲;祖母、外祖母;对老年妇女的尊称”三个义项，而在自贡方言里则需分为几种情况。这个词在自贡方言中既有后字读为轻声的，也有后字仍读为阳平声的。后字读为轻声，在自贡话里表示“丈夫的母亲”;后字读为阳平，表示“对老年妇女的尊称”;而在自贡话中，表示“祖母”的意思用“孃孃”(音同娘，前字阳平，后字阴平)这个词，表示“外祖母”的意思用“家婆”这个词。

### 叠词使用习惯不同
自贡话中有大量的叠词，对名词事物的爱称，有轻松诙谐的意味，但普通话不常用。比如“包包”、“飞飞ㄦ”（纸片）、“摊摊（ㄦ）”等，北京话通常没有这种表述方法。
自贡话的叠词使用频率较高，哪些物品能用重叠词并无特别规律，大多约定俗成，与其它上江官话也存在差异。如，自贡话常说的“凳凳ㄦ”、“杯杯ㄦ”、“凭凭ㄦ”、“瓶瓶ㄦ”、“镫镫（ㄦ）”、“擦擦ㄦ”、“带带（ㄦ）”、“袋袋（ㄦ）”、“索索ㄦ/绳绳ㄦ”、“盆盆儿”、“本本儿”、“跛跛儿”、“刷刷儿”等叠词，而成都话通常会表述为“凳子”、“杯子”、“靠背”、“瓶子”、“镫子”、“橡皮”、“带子”、“袋子”、“索子/绳子”、“盆子”、“本子”、“跛子”、“刷子”，他们使用叠词的情况明显较少。

### 自贡话中部分特色用法的字
自贡话中，有些字汇的用法是普通话中没有的。自贡话的特有字汇丰富，有的来自于古代蜀语（如：坝、觸、跍），有的来自于古代楚语（如：沤、倦），有的来自于古吴语（如：髈），有的甚至来源于北燕和古代朝鲜语（如：抱、痨）。由于移民来源地域分布较广，自贡话比四川其它地区的方言的字汇更加丰富。
例如（部分字后的括号内是上江话拉丁拼音）：
- 坝《广韵》:“蜀人谓平川为坝，误作场霸。”《蜀语》:“平原曰坝。”现在自贡方言中也这么用，在自贡地名中，凡地处平地的皆加“坝”。如有凤凰坝、鸿鹤坝、沟坝、毛家坝等。

- 觸  （chu上声）《集韵》:“觸，昌句切，抵也。”《蜀语》:“言语怜人曰觸人。”现在自贡方言中表示以言语抵触某人就谓之“觸你一鼻子”。

- 𡎺(zhu去声)《玉篇·土部》:“𡎺，塞也。”《广韵》:“𡎺，侧六切。塞也。”《蜀语》:“鼻塞曰𡎺。”自贡方言将之由鼻塞又引申出指某人行为怪异，违反常规。例如:“落雨穿新衣服，这个人鼻子才𡎺哦。”

- 龜《蜀语》:“诉裂曰，……龜音兵。”现在自贡方言中把冬天手脚上冻裂的口子仍称为“龜口儿”。

- 鲊（zha去聲）《释名·释饮食》:“鲊，葅也。以盐米酿鱼以为葅，熟而食之也。”《蜀语》:“以米撒盐椒酿肉曰鲊。”今自贡仍有菜名为“鲊海椒’，其做法中最重要的一道程序就是在青椒中加入少许米粉、盐、酒等蒸熟后用坛子釀制。

- 蠚（ho去聲）《广韵》:“蠚，蜇也，呵各切。”现在自贡方言中仍然沿用其刺伤义。如：蠚麻（一種植物）

- 痨（lao去声）《说文》:“痨，朝鲜谓药毒曰痨，郎到切。”《方言》卷三:“凡饮药傅药而毒，北燕朝鲜之间谓之疹。”《蜀语》:“以毒药药人曰瘩。”今自贡方言中仍有“痨药”(即毒药)、“痨人”(即下毒害人)等的说法。

- 滗（bi去声） 《玉篇》:“滗，去汁也。”玄应《一切经音义》引《通俗文》:“去汁曰滗”今自贡方言亦同。

- 圿（ge去声）《广韵》:“圿，垢圿，古黯切。" 现在自贡话中仍有“圿泥"\ `ke =ni\(指皮肤上的污垢)一词的说法。

- 蹇（jian上声）《说文》:“言蹇难也。”现在自贡方言中仍称口吃的人为“ 蹇巴郎”（jian上声ba阴平lang阳变阴平）

- 抱《方言》卷八:“北燕朝鲜冽水之间谓伏鸡曰抱。”《蜀语》:“鸡伏卵曰抱。”《蜀方言》卷下:“鸡伏卵曰抱”。现在自贡方言中进一步引申为

人在一个地方长期呆住不动。例如:你都在床上抱了一天了，还不起来吃饭。
- 奓（zha阴平）《集韵》:   " 奓，陟驾切。”现在自贡方言中仍然用为“张开”之义。如：奓胯八胯（zha阴ka去ba去ka上）

- 革《方言》卷十:“‘诫鳃，乾都，考，革，老也。皆南楚江湘之间代语也。”郭璞注:“皆老者皮色枯瘁之形也。”《蜀语》:“老曰老革革。”现在自贡方言中仍然沿用此，形容某人长相显老就称某人“老革革”。

- 沤《周礼·考工记·慌氏》:“慌氏谏丝以说水，沤其丝七日，去地尺暴之。”郑玄注:“沤，渐也。楚人曰沤，齐人曰潘。”《蜀语》:“衣物矮烂曰沤。”现在自贡方言中仍有“沤醒糟儿、沤豆豉”的说法，当为沿用此义。

- 倦（juan阴平）《淮南子·道应》:“卢敖就而视之，方倦龟壳而食蛤梨。”高诱注:“楚人谓据为倦。”《新方言·释言》:“今四川谓踞地曰倦在地，倦读如倦。”现在自贡方言中仍然把人弯曲四肢说成“倦”，并有“倦二八纠”一词形容动植物盘曲身体的样子。

- 髈（pang上声）《广韵》:“髈，髀，吴人云髈。”现在自贡方言中将该词缩小为仅指“猪大腿的上部分”，继续沿用。

- 跍（ku阳平）《新方言·释言》:“《说文》:‘ 跍，蹲也。’此即今之踞字。黄州谓跍地曰跍倒，读如枯。惠、潮、嘉应之客籍曰跍下去，读如古。”《蜀语》:“蜀语谓蹲为跍，音如姑，古语之遗也，旁转溪纽为跍。《广韵》‘跍，蹲貌。’音枯，盖即踞之省也。”现在自贡方言中仍把蹲下说为“跍倒”，为此词的沿用。

- 躧（li阴平）《蜀语》:“足踏曰躧，所蟹切，钗上声。俗作踹，非。踹，都管切，音短，足踢也;又音锻，足跟也。”现在自贡方言中仍沿用此义，把用脚踩住东西在地上擦称为“躧”。

- 𢱟（chan上声）《集韵·弥韵》:“𢱟，击也。”现在自贡方言中仍然把“抽打、用物驱赶及迅速搅和”称为𢱟，如有“𢱟螺陀(即儿童所玩之陀螺)”“𢱟耳矢(即打耳光)”等词语。

- 躂（da去声）《广韵》:“躂，足跌。”玄应《一切经音义》卷十五:“躂脚，他末反。《字书》:倒”称为“躂”‘及地曰躂。’取其义矣。”现在自贡方言中仍然把从高处“跌倒、摔倒”称为“躂”。

- 㰵（ju去声）《玉篇》:“㰵，吮也。”《广韵》:“㰵，饮也。”《集韵》:“㰵，口饮谓之卒欠。”现在自贡方言中仍然沿用此词。例如，自贡方言中把婴孩吮吸乳汁称为“㰵奶”。如自贡口语:“这个小娃儿像从来没睡醒样，㰵奶的时候眼睛都一眯一眯的。”

- 𪐀（nia阴平）《集韵》:“𪐀，黏着。’，现在自贡方言中从该词中引申出“撒娇’，或“撒娇的样子、声音”等意思，例如:“不要看到妈妈来了就放𪐀哈。”

### 自贡话的民俗特色词汇
在方言中，词语的来源是多方面的，既有古汉语的保留，还有在语言运用过程中的发挥和演变。其中，民俗对于方言的影响甚大，几乎每一种民俗，都伴有相应的方言词语，而每个方言词语，都可能从某种角度反映一定的民俗。